# Oszvald Gyula
Oszvald Gyula (Újpest, 1923. október 25. – Budapest, 2005. április 11.) opera- és operetténekes (tenor), színész. Lánya Oszvald Marika Kossuth-díjas színésznő.

## Élete
Eredetileg asztalosinasnak tanult, majd a Zeneakadémia elvégzése után 1948-tól a Magyar Színház tagja lett. 1953-tól 1960-ig a debreceni Csokonai Színház operatársulatának művésze volt. 1960 és 1984 között a Fővárosi Operettszínházban játszott, és vendégszerepelt a Magyar Állami Operaházban.  Az 1980-as évek közepén nyugalomba vonult. Operák és operettek tenorszerepeit alakította.
Első felesége Halasi Marika operett-énekesnő, szubrett, második házastársa Révész Ilona volt.

## Főbb szerepei
- Giuseppe Verdi: Az álarcosbál – Riccardo gróf
- Giuseppe Verdi: Traviata – Alfred Germont
- Giacomo Puccini: Pillangókisasszony – Pinkerton
- Pietro Mascagni: Parasztbecsület – Turiddu
- Georges Bizet: Carmen: Don José, tizedes
- ifj. Johann Strauss: Egy éj Velencében – Caramello
- Ábrahám Pál: Viktória – Koltai
- Lehár Ferenc: A mosoly országa – Szu Csong
- Lehár Ferenc: A víg özvegy – Camille de Rossilon
- Huszka Jenő: Gül baba – Gábor diák
- Jacobi Viktor: Leányvásár – Tom Migless
- Kacsóh Pongrác: János vitéz – Kukoricza Jancsi

## Díjai, elismerései
- Szocialista Kultúráért (1984)